# Turkiet vid världsmästerskapen i friidrott 2023
Turkiet tävlade vid världsmästerskapen i friidrott 2023 i Budapest i Ungern mellan den 19 och 27 augusti 2023.

## Resultat
Turkiets trupp bestod av 17 idrottare.

### Herrar
Gång- och löpgrenar
| Idrottare          | Gren              | Försöksheat | Försöksheat | Semifinal        | Semifinal        | Final            | Final            |
| Idrottare          | Gren              | Resultat    | Placering   | Resultat         | Placering        | Resultat         | Placering        |
| ------------------ | ----------------- | ----------- | ----------- | ---------------- | ---------------- | ---------------- | ---------------- |
| Ramil Gulijev      | 200 meter         | 20,89       | 6           | Gick inte vidare | Gick inte vidare | Gick inte vidare | Gick inte vidare |
| Hüseyin Can        | Maraton           | —           | —           | —                | —                | 2:22.11 0SB0     | 50               |
| Kaan Kigen Özbilen | Maraton           | —           | —           | —                | —                | 0DNF0            | 0DNF0            |
| Mikdat Sevler      | 110 meter häck    | 13,92       | 9           | Gick inte vidare | Gick inte vidare | Gick inte vidare | Gick inte vidare |
| Yasmani Copello    | 400 meter häck    | 48,92       | 5 q         | 48,66 0SB0       | 6                | Gick inte vidare | Gick inte vidare |
| İsmail Nezir       | 400 meter häck    | 49,92       | 6           | Gick inte vidare | Gick inte vidare | Gick inte vidare | Gick inte vidare |
| Salih Korkmaz      | 20 kilometer gång | —           | —           | —                | —                | 1:19.49 0SB0     | 16               |

Teknikgrenar
| Alperen Acet | Höjdhopp | 2,22  | 23  | Gick inte vidare | Gick inte vidare | Gick inte vidare | Gick inte vidare |
| Ersu Şaşma   | Stavhopp | 5,75  | 8 q | 5,55             | =12              |                  |                  |
| Necati Er    | Tresteg  | 16.59 | 16  | Gick inte vidare | Gick inte vidare |                  |                  |

### Damer
Gång- och löpgrenar
| Idrottare      | Gren               | Försöksheat | Försöksheat | Semifinal        | Semifinal        | Final            | Final            |
| Idrottare      | Gren               | Resultat    | Placering   | Resultat         | Placering        | Resultat         | Placering        |
| -------------- | ------------------ | ----------- | ----------- | ---------------- | ---------------- | ---------------- | ---------------- |
| Şilan Ayyildiz | 1 500 meter        | 4.14,96     | 14          | Gick inte vidare | Gick inte vidare | Gick inte vidare | Gick inte vidare |
| Yayla Gönen    | Maraton            | —           | —           | —                | —                | 0DNF0            | 0DNF0            |
| Ümmü Kiraz     | Maraton            | —           | —           | —                | —                | 2:33.23 0PB0     | 23               |
| Tuğba Güvenç   | 3 000 meter hinder | 9.50,96     | 10          | —                | —                | Gick inte vidare | Gick inte vidare |
| Meryem Bekmez  | 20 kilometer gång  | —           | —           | —                | —                | 0DNF0            | 0DNF0            |

Teknikgrenar
| Idrottare      | Gren          | Kval    | Kval      | Final            | Final            |
| Idrottare      | Gren          | Distans | Placering | Distans          | Placering        |
| -------------- | ------------- | ------- | --------- | ---------------- | ---------------- |
| Tuğba Danışmaz | Tresteg       | 14,11   | 14        | Gick inte vidare | Gick inte vidare |
| Eda Tuğsuz     | Spjutkastning | NM      | NM        | Gick inte vidare | Gick inte vidare |